# Tashan-Wehr

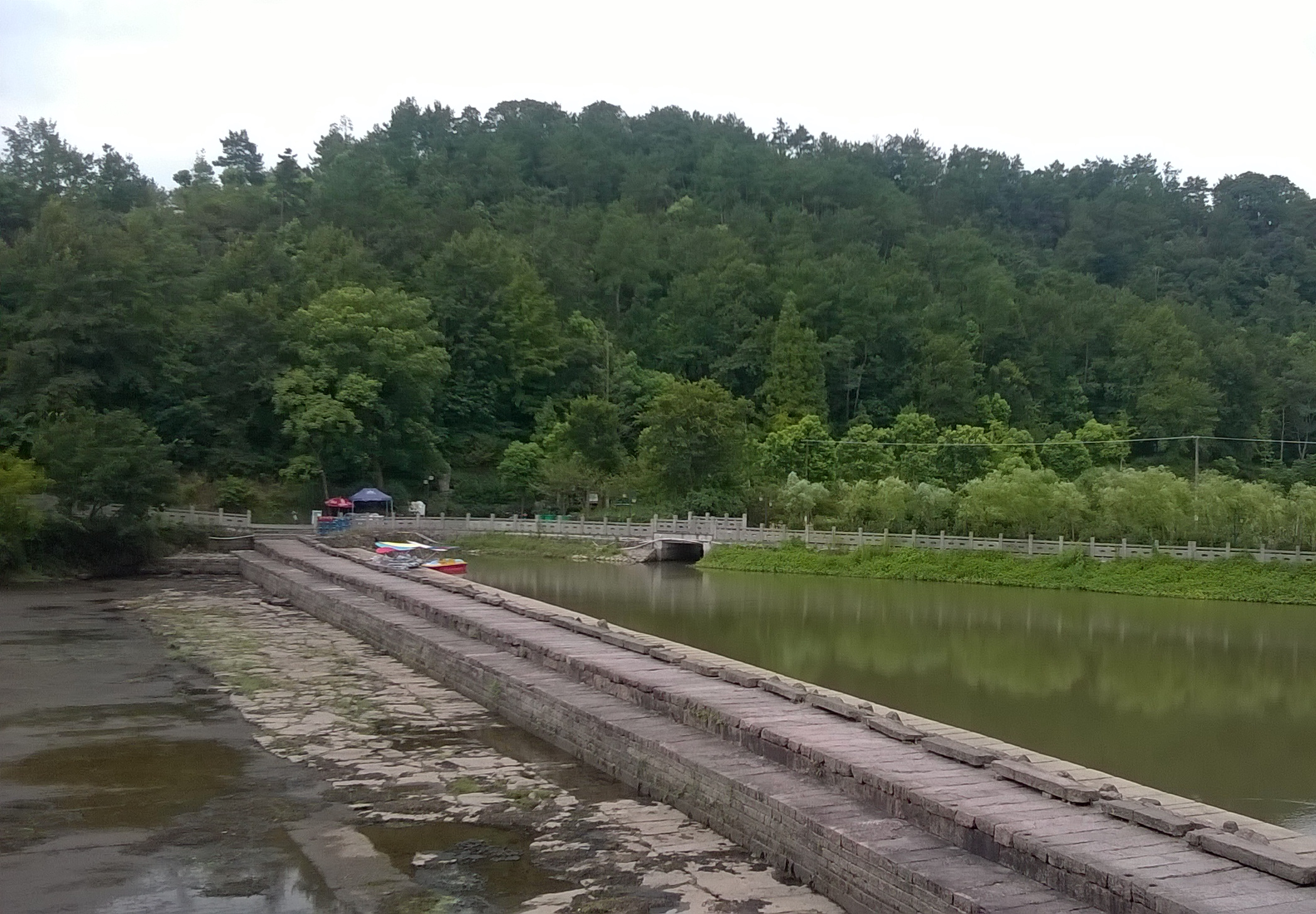
Die historische Stätte von Tashan-Wehr (August 2016)

Das Tashan-Wehr (chinesisch 它山堰, Pinyin Tāshān yàn, englisch Tashan Weir) am Tashan-Gebirge (chinesisch 它山, Pinyin Tā shān) im Westen der Großgemeinde Yinjiang (鄞江镇) des Stadtbezirks Haishu im Westen von Ningbo in der ostchinesischen Provinz Zhejiang wurde im Jahr 833 in der Zeit der Tang-Dynastie unter Leitung von Wang Yuanwei erbaut, um das Eindringen des salzigen Tidewassers über den Fenghua-Fluss (chinesisch 奉化江, Pinyin Fènghuà jiāng, englisch Fenghua River) zu verhindern und um Wasser für Trockenzeiten zu speichern, später wurde es Teil eines Bewässerungssystems, das heute jedoch größtenteils versandet ist.
Es ist 113,73 m lang und 4,8 m breit. Es wurde aus 2,3 m langen, 1 m breiten und 0,3 m dicken Steinen errichtet.
Neben dem Zheng-Guo-Kanal, dem Lingqu-Kanal und dem Dujiangyan-Bewässerungssystem ist es eines der vier großen Wasserbauprojekte des alten China.
Das Tashan-Wehr steht seit 1988 auf der Liste der Denkmäler der Volksrepublik China (3-55).